# Brachymeria
Brachymeria är ett släkte av steklar som beskrevs av John Obadiah Westwood 1829. Brachymeria ingår i familjen bredlårsteklar.

## Bildgalleri

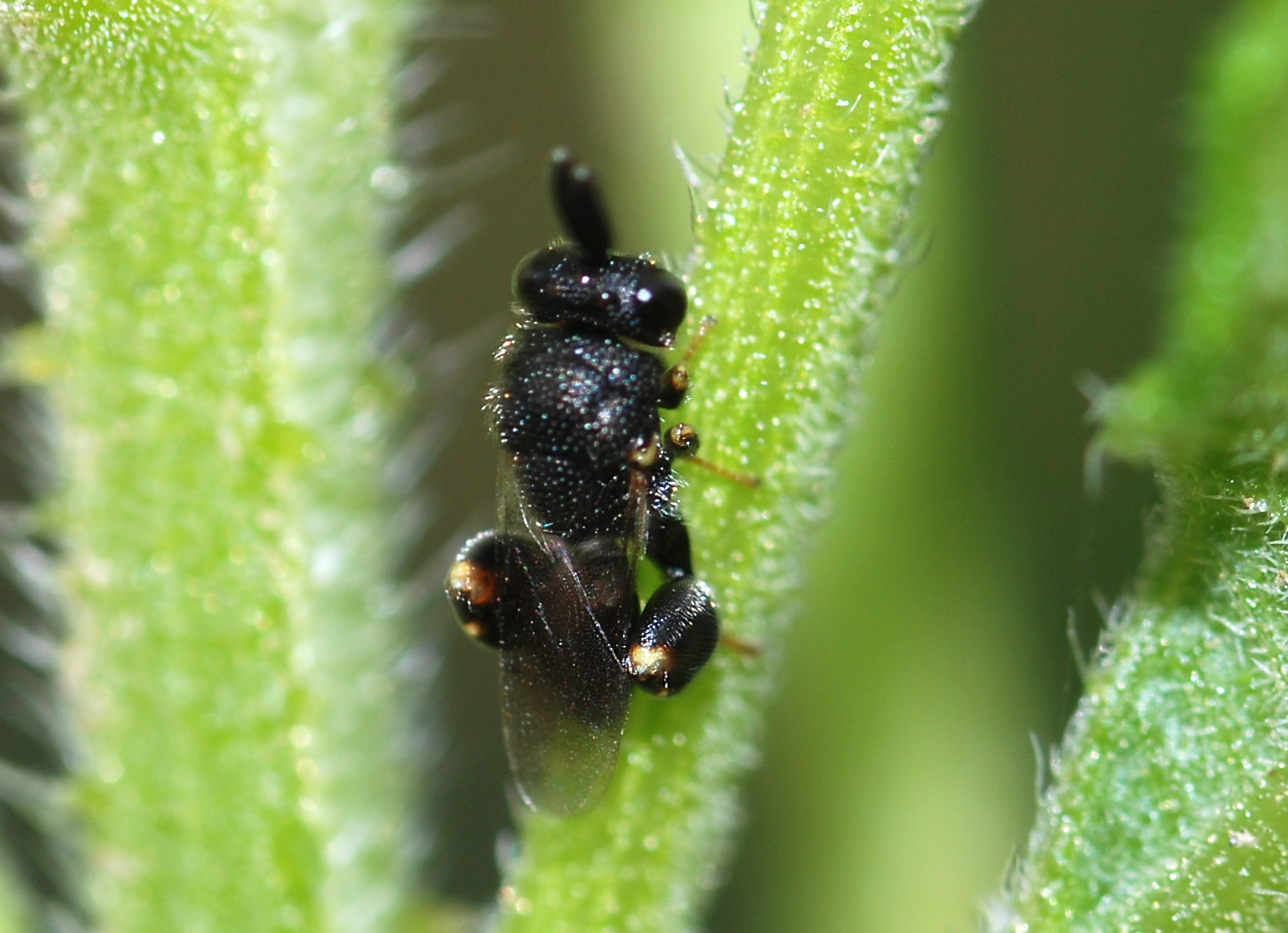

## Dottertaxa tillBrachymeria, i alfabetisk ordning[1][2]
- Brachymeria acarinatus
- Brachymeria achterbergi
- Brachymeria aculeata
- Brachymeria acuticarinalis
- Brachymeria aeca
- Brachymeria aegyptiaca
- Brachymeria africa
- Brachymeria agonoxenae
- Brachymeria alba
- Brachymeria alberti
- Brachymeria albicrus
- Brachymeria albisquama
- Brachymeria albotibialis
- Brachymeria alternipes
- Brachymeria ambonensis
- Brachymeria ancilla
- Brachymeria annulata
- Brachymeria annulipes
- Brachymeria apicicornis
- Brachymeria argenteopilosa
- Brachymeria atridens
- Brachymeria atteviae
- Brachymeria banksi
- Brachymeria bauhiniae
- Brachymeria bayoni
- Brachymeria beijingensis
- Brachymeria bengalensis
- Brachymeria bicolor
- Brachymeria bicolorata
- Brachymeria bilobata
- Brachymeria boranensis
- Brachymeria bottegi
- Brachymeria bouceki
- Brachymeria burksi
- Brachymeria butae
- Brachymeria cabira
- Brachymeria cactoblastidis
- Brachymeria carbonaria
- Brachymeria carinata
- Brachymeria carinatifrons
- Brachymeria caudigera
- Brachymeria citrea
- Brachymeria clavigera
- Brachymeria columbiana
- Brachymeria compestris
- Brachymeria compsilurae
- Brachymeria cowani
- Brachymeria coxodentata
- Brachymeria criculae
- Brachymeria croceogastralis
- Brachymeria debauchei
- Brachymeria decreta
- Brachymeria deesae
- Brachymeria deesensis
- Brachymeria denieri
- Brachymeria dentata
- Brachymeria discreta
- Brachymeria donganensis
- Brachymeria dorsalis
- Brachymeria dunbrodyensis
- Brachymeria dunensis
- Brachymeria edna
- Brachymeria encarpae
- Brachymeria erythraea
- Brachymeria eublemmae
- Brachymeria euploeae
- Brachymeria excarinata
- Brachymeria falsosa
- Brachymeria feae
- Brachymeria femorata
- Brachymeria fiskei
- Brachymeria flavipes
- Brachymeria flegiae
- Brachymeria froggatti
- Brachymeria fulvitarsis
- Brachymeria funesta
- Brachymeria gigantica
- Brachymeria glabrialis
- Brachymeria globata
- Brachymeria gribodiana
- Brachymeria grisselli
- Brachymeria hammari
- Brachymeria hattoriae
- Brachymeria hayati
- Brachymeria hearseyi
- Brachymeria hibernalis
- Brachymeria hime
- Brachymeria incerta
- Brachymeria indica
- Brachymeria inermis
- Brachymeria integra
- Brachymeria jambolana
- Brachymeria javensis
- Brachymeria jayaraji
- Brachymeria jinghongensis
- Brachymeria kafimu
- Brachymeria kamijoi
- Brachymeria karachiensis
- Brachymeria kassalensis
- Brachymeria kivuensis
- Brachymeria koehleri
- Brachymeria kraussi
- Brachymeria kuchingensis
- Brachymeria laetiliae
- Brachymeria laevis
- Brachymeria lasus
- Brachymeria leighi
- Brachymeria libyca
- Brachymeria lingulata
- Brachymeria longiscaposa
- Brachymeria ludlowae
- Brachymeria lugubris
- Brachymeria lymantriae
- Brachymeria magrettii
- Brachymeria mandibulata
- Brachymeria manjerica
- Brachymeria margaroniae
- Brachymeria marginiscutis
- Brachymeria marmonti
- Brachymeria megaspila
- Brachymeria megensis
- Brachymeria menoni
- Brachymeria microgaster
- Brachymeria minuta
- Brachymeria mnestor
- Brachymeria mochii
- Brachymeria moerens
- Brachymeria molestae
- Brachymeria multicolor
- Brachymeria multidentata
- Brachymeria nephantidis
- Brachymeria nigrifemorata
- Brachymeria nigritegularis
- Brachymeria nigritibialis
- Brachymeria nosatoi
- Brachymeria notispina
- Brachymeria nursei
- Brachymeria nyalamensis
- Brachymeria oblique
- Brachymeria obtusata
- Brachymeria ocellata
- Brachymeria olethria
- Brachymeria oranensis
- Brachymeria ovata
- Brachymeria oxygastra
- Brachymeria paolii
- Brachymeria parvula
- Brachymeria pedalis
- Brachymeria perflavipes
- Brachymeria persica
- Brachymeria phya
- Brachymeria pilosa
- Brachymeria pilosella
- Brachymeria podagrica
- Brachymeria polynesialis
- Brachymeria pomonae
- Brachymeria porrecta
- Brachymeria porthetrialis
- Brachymeria prodeniae
- Brachymeria producta
- Brachymeria providens
- Brachymeria pseudamenocles
- Brachymeria pseudorugosa
- Brachymeria pseudovata
- Brachymeria psyche
- Brachymeria pyramidea
- Brachymeria qadeeri
- Brachymeria reflexa
- Brachymeria risbeci
- Brachymeria rubitibialis
- Brachymeria rufa
- Brachymeria rufescens
- Brachymeria rufifemur
- Brachymeria rufinigra
- Brachymeria rufiventris
- Brachymeria rufotibialis
- Brachymeria russelli
- Brachymeria ryukyuensis
- Brachymeria salinae
- Brachymeria salomonis
- Brachymeria scutellocarinata
- Brachymeria secundaria
- Brachymeria securiclavus
- Brachymeria semirufa
- Brachymeria separata
- Brachymeria sesamiae
- Brachymeria setosiella
- Brachymeria shansiensis
- Brachymeria shillongensis
- Brachymeria sidnica
- Brachymeria sindhensis
- Brachymeria slossonae
- Brachymeria sociator
- Brachymeria somalica
- Brachymeria straeleni
- Brachymeria subconica
- Brachymeria subrugosa
- Brachymeria surekae
- Brachymeria tachardiae
- Brachymeria taiwana
- Brachymeria tapunensis
- Brachymeria tarsalis
- Brachymeria tegularis
- Brachymeria tenuicornis
- Brachymeria thracis
- Brachymeria tibialis
- Brachymeria trinidadensis
- Brachymeria tristis
- Brachymeria truncata
- Brachymeria truncatella
- Brachymeria wanei
- Brachymeria varipes
- Brachymeria weemsi
- Brachymeria vesparum
- Brachymeria westwoodi
- Brachymeria victoria
- Brachymeria wiebesina
- Brachymeria villosa
- Brachymeria vulcani
- Brachymeria xanthopus
- Brachymeria yunnanensis